# Ferrari P4/5 by Pininfarina
Ferrari P4 / 5 від Pininfarina - спортивний автомобіль, вироблений італійським виробником спортивних автомобілів Ferrari але перероблений Pininfarina для кінорежисера Джеймса Глікенхауза, сина біржового магната Сета Глікенгауза .
Спочатку автомобіль був Enzo Ferrari, але власник Джеймс Глікенхаус віддав перевагу стилю гоночних автомобілів Ferrari 1960-х років, серії P.  Проект коштував Glickenhaus 4 мільйонів долари США і представлений громадскості у серпні 2006 року на пляжі Пеббл Біч Concours d'Elégance .   

## Розвиток
У березні 2005 року до Глікенхауза, сина біржового магнату та колекціонера автомобілів, звернувся Пінінфарін, який запитав, чи зацікавлений він у введенні в експлуатацію одноразового автомобіля.  Глікенхауз відповів, що він хотів би сучасний Ferrari P, і  в червні того ж року він підписав контракт з Пінінфаріним. В одному з інтерв'ю Пінінфарін сказав : «Я відчуваю, що вони дали мені більше, ніж я очікував ".   Гліккенхаус придбав останній непроданий Енцо Феррарі, і після отримання автомобіля він відвіз його до Пінінфаріни, щоб переробити.    Керівник команди дизайнерів Pininfarina Кен Окуяма сказав, що "Pininfarina хотів триматися подалі від ретро-дизайну і рухатись до більш перспективного суперкара", оскільки вони були схвильовані можливістю побудувати автомобіль, а не просто спроектувати його.  
Проектування розпочали у вересні 2005 року.  Ескізи Джейсона Кастріоти пройшли комп'ютерну скульптуру та жорсткі випробування в аеродинамічній трубі.   Понад 200 компонентів були розроблені спеціально для даного автомобіля. Більшість компонентів, включаючи двигун, трансмісію, модифіковані в порівнянні з оригінальним Enzo Ferrari.  Ідентифікаційний номер транспортного засобу (VIN) не змінився в порівнянні з Enzo, від якого він отриманий.  P4 / 5  публічно оприлюднений 18 серпня 2006 р. і знову показаний на Паризькому автосалоні наприкінці вересня. 
Лука ді Монтеземоло відчув, що автомобіль заслуговує на офіційне позначення як Ferrari, і разом з Андреа Пінінфаріною та Джеймсом Глікенгаузом погодився, на його офіційну назва  "Ferrari P 4/5 від Pininfarina". 

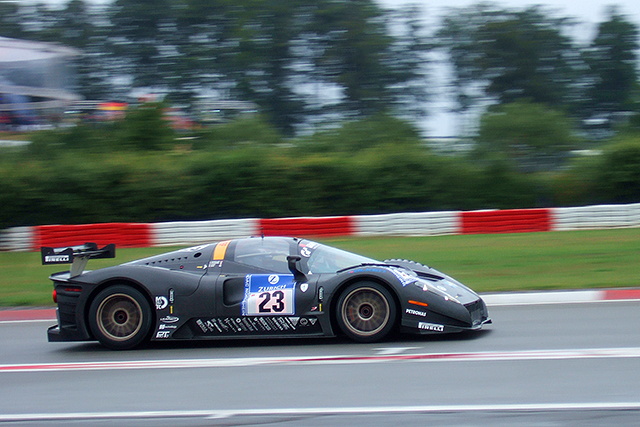
P 4/5 Competizione на 24 годині Нюрбургрінг 2011

## Технічні характеристики
Ferrari P4 / 5 може розганятися до 100 кілометрів за годину (62 миль / год) за 3,0 секунди, що на 0,14 секунд швидше, ніж Enzo.  Може розвивати максимальну швидкість 233 миля/год (375 км/год). Автомобіль має площу 1,906 квадратного метра (20,52 фут2) 1 1,906 квадратного метра (20,52 фут2) а різкий переніс і плавні вигини означають, що коефіцієнт опору 0,34. 

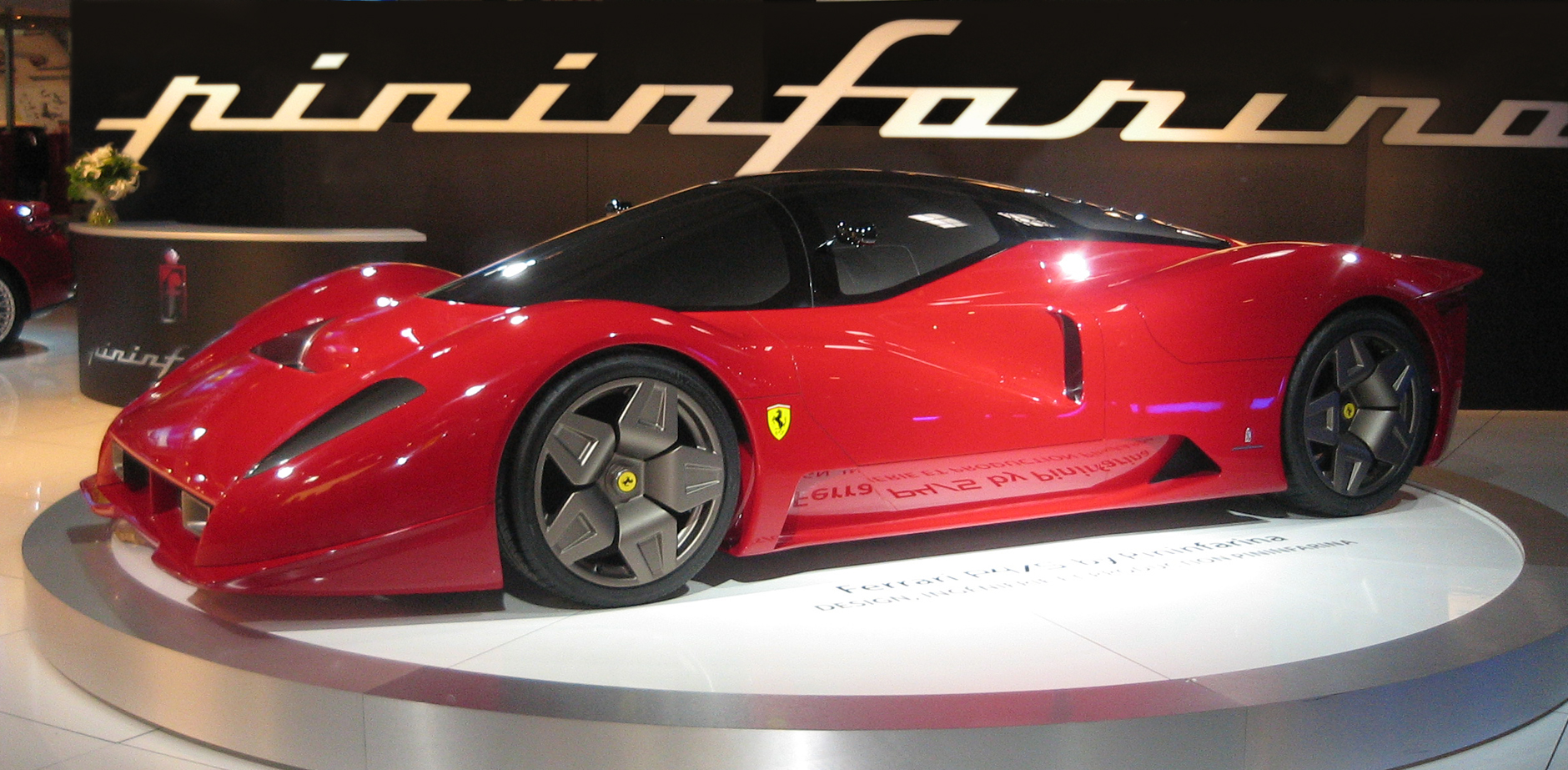
P4 / 5

Інтер'єр P4 / 5 був розроблений самим Глікенхаусом із стереосистемою iPod nano та планшетним ПК, який оснащений не тільки GPS, але і 3D- моделлю автомобіля та повним списком деталей, інструкцією для зручного обслуговування. P4 / 5 також має покращений кондиціонер ніж Enzo та високоміцний сплав.   Сидіння виготовлені на замовлення. Для цього тіла Глікенгауза та його сина були відскановані, щоб Пінінфаріна міг формувати сидіння для їх комфорту. У каркасі з композиту з вуглецевого волокна сидіння покриті чорною сіткою та червоною шкірою за вибором дочки Глікенгауза.   Пінінфаріна переставив електропроводку автомобіля, щоб полегшити обслуговування.  

### Зовнішній вигляд
Автомобіль повністю виготовлений з армованого вуглецевим волокном пластику і за формою схожий на Ferrari 330 P4, як просив Глікенхаус. Заднє скло схоже на Ferrari 512S, бокові вентиляційні отвори схожі на Ferrari 330 P3, а ніс схожий на Ferrari 333 SP, що покращує охолодження та безпеку лобової аварії автомобіля.   Двері-метелики (схожі на двері McLaren F1 ) спроектовані так, що навіть при швидкості 160 миля/год (260 км/год) шуму вітру немає.  Покращена аеродинаміка надає автомобілю більшу притискну силу, але менше опору, ніж Enzo, що робить автомобіль більш стабільним на високих швидкостях. 

### Силова установка

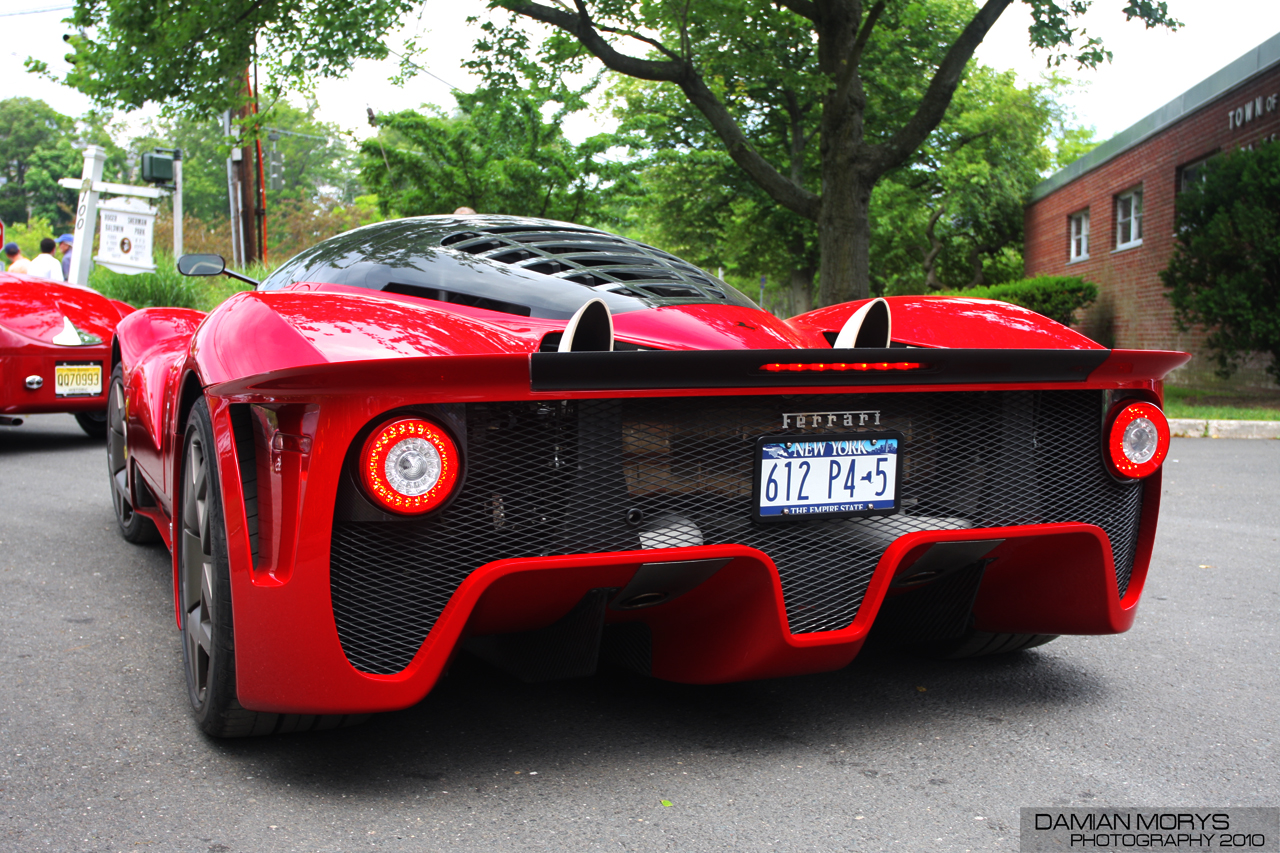
Нью-Йоркський номерний знак P4 / 5

P4 / 5 має той самий двигун, що і Enzo Ferrari.  12 балонів мають загальну ємність 5 998 см3 (366 дюйм3).  Червона лінія при 8200 об / хв і крутний момент 485 фунт⋅фут (658 Н⋅м) на 5500 оборотів в хвилину однакові, з Enzo, але при 660 гальм. к. с. (492 кВт; 669 PS) він виробляє більше потужності на 7800 об / хв.   P4 / 5 використовує 6 швидкісну автоматизовану механіку Enzo з чорними перемикаючими лопастями за кермом. З кожного боку від керма має кнопки індикатора напрямку.

### Шасі
У порівнянні з  Enzo більша частина підвіски була незмінною, з однаковою підвіскою штока спереду та ззаду і тими самими вуглецево-керамічними антиблокувальними дисковими гальмами Brembo діаметром 340 мм (13,4 дюйм) спереду і ззаду. 